# Josef Kulischer
Josef Kulischer či Josif Michajlovič Kulišer (rusky Ио́сиф Миха́йлович Ку́лишер; 1. srpna 1878 Kyjev – 17. listopadu 1934 Leningrad) byl ruský ekonom a historik hospodářství židovského původu. Působil jako profesor leningradské univerzity, na níž předtím vystudoval právo.
Jeho hlavními pracemi jsou Všeobecné hospodářské dějiny středověku a novověku (Allgemeine Wirtschaftsgeschichte des Mittelalters und der Neuzeit, 1928 a 1929) a Dějiny ruského národního hospodářství (История русского народного хозяйства, 1925 a 1926).